# Gaurax nigricornis
Gaurax nigricornis är en tvåvingeart som beskrevs av Becker 1911. Gaurax nigricornis ingår i släktet Gaurax och familjen fritflugor. Inga underarter finns listade i Catalogue of Life.